# Дханда, Пуджа
Пуджа Дханда (англ. Pooja Dhanda, род. 1 января 1994) — индийская спортсменка, борец вольного стиля, призёр чемпионата мира и чемпионата Азии. Серебряный призёр юношеских Олимпийских игр 2010 года.

## Биография
Пуджа родилась в селе Гудана округа Хисар штата Харьяна. Дочь тракториста из Центра животноводства Харьяны в Хисаре, Дханда начинала как дзюдоистка на татами спорткомплекса Махабир, но переключилась на борьбу в 2009 году.
На летних юношеских Олимпийских играх в Сингапуре в 2010 году сумела выйти в финал и завоевать серебряную медаль Игр. 
В 2014 году на чемпионате Азии по борьбе в Астане завоевала бронзовую медаль. 
Она выиграла серебряную медаль на Играх Содружества 2018 года в Голд-Косте в женской борьбе в категории до 57 кг, проиграв в финале спортсменки из Нигерии Одунайо Адекуороэ. 
В том же году на чемпионате мира в Будапеште стала третьей в весовой категории до 57 кг и завоевала бронзовую медаль.
В 2019 году на чемпионате Азии Пуджа показала прекрасный старт однако проиграла сначала китаянке Жун Ниннин в полуфинале, а затем монголке Сухэгийн Цэрэнчимэд в матче за третье место. На предолимпийском чемпионате мира в Казахстане она выступила в неолимпийской категории до 59 кг, также проиграв в финале и утешающем матче, но на этот раз россиянке Любови Овчаровой и китаянке Пэй Синжу.